# Cantone di Stiring-Wendel
Il Cantone di Stiring-Wendel è una divisione amministrativa dell'arrondissement di Forbach.
A seguito della riforma approvata con decreto del 18 febbraio 2014, che ha avuto attuazione dopo le elezioni dipartimentali del 2015, è passato da 8 a 14 comuni.

## Composizione
Gli 8 comuni facenti parte prima della riforma del 2014 erano:
- Alsting
- Etzling
- Kerbach
- Petite-Rosselle
- Schœneck
- Spicheren
- Stiring-Wendel

Dal 2015 i comuni appartenenti al cantone sono i seguenti 14:
- Alsting
- Behren-lès-Forbach
- Bousbach
- Diebling
- Etzling
- Farschviller
- Folkling
- Kerbach
- Metzing
- Nousseviller-Saint-Nabor
- Spicheren
- Stiring-Wendel
- Tenteling
- Théding